# Château de Crémieu
Le château de Crémieu également dénommé Château Delphinal ou Château Saint-Laurent est un château fort situé dans la commune de Crémieu, dans le département français de l'Isère en région Auvergne-Rhône-Alpes.
L’édifice date du XIIe siècle est installé sur la colline Saint-Laurent qui domine le bourg médiéval de Crémieu,

## Situation et accès

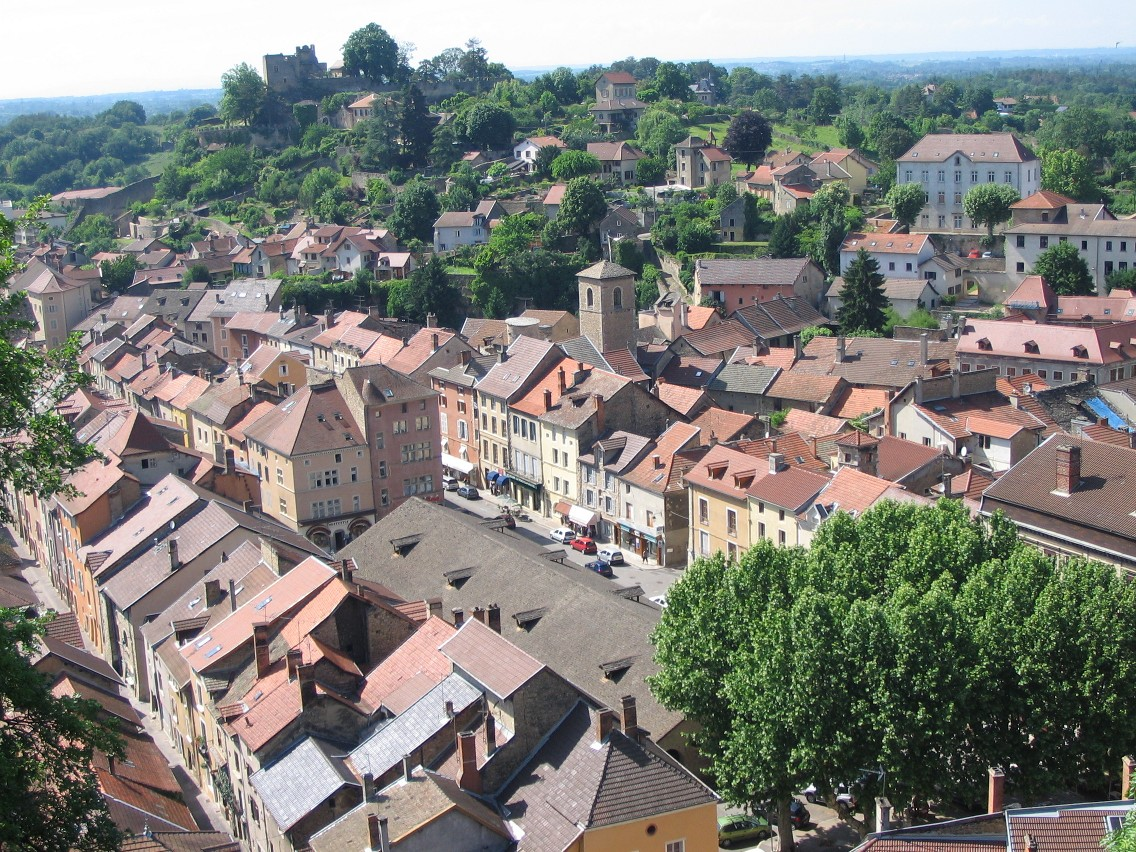
Le château delphinal et le bourg de Crémieu

Le château est situé au cœur de la commune de Crémieu, sur la colline Saint-Laurent.
Relevant d'un propriétaire privé, le château ne se visite pas. Une petite place en forme de balcon est cependant accessible aux promeneurs et elle permet de découvrir une vue exceptionnelle sur la cité et la colline voisine de Saint-Hippolyte.

## Histoire
Le premier château est construit au XIIe siècle. Il est réédifié par les barons de La Tour et dauphin de Viennois, à partir de 1282. 
Restauré partiellement durant les années 1930, il bénéficie d'une inscription au titre des monuments historiques par arrêté du 14 avril 1943.

## Description
Du château du XIIIe siècle se dressant sur une colline, il subsiste une tour ronde couronnée de merlons ainsi qu'un mur côté sud et ouest. La chapelle attenante à l'édifice a conservé son clocher-mur.